# Padhuis
Padhuis (Drents: Pathuus) is een esgehucht in de gemeente Coevorden, in de Nederlandse provincie Drenthe.

## Geografie
De plaats ligt aan de N863 tussen Schoonebeek en Coevorden, ook wel Europaweg geheten. De gebieden ten noorden van het gehucht heten Padhuizeresch en Padhuizerveld. Ten zuiden ligt de Padhuizerweide.

## Geschiedenis
De plaats heeft zich in de Middeleeuwen waarschijnlijk ontwikkeld uit één boerderij op de hoger gelegen zandgrond. Padhuis wordt in 1276 voor het eerst vermeld als Pathus. De naam is afgeleid van pade, hetgeen moeras betekent. In de Middeleeuwen werd op de plek een boerderij gesticht op de hoge zandgrond. Hieruit ontwikkelde zich later de plaats.